# Thomas Wright Blakiston

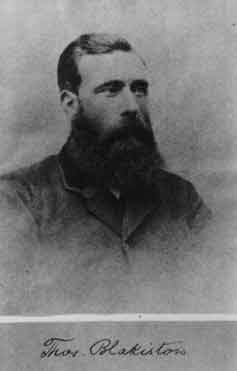
Thomas Wright Blakiston (1832 – 1891)

Thomas Wright Blakiston (Lymington, 27 december 1832 – New Mexico (Verenigde Staten), 15 oktober 1891) was een Brits ontdekkingsreiziger en natuuronderzoeker.
Tussen 1857 en 1859 verkende hij het westen van Canada. In 1861 reisde hij door China. Hij voer verder stroomopwaarts over de rivier de Jangtsekiang dan andere West-Europeanen hem voordeden.
Daarna woonde Blakiston lange tijd in Japan, waar hij een van de belangrijkste onderzoekers en verzamelaars van nieuwe vogelsoorten werd. Hij ontdekte daar dat de dieren op het noordelijke eiland Hokkaido verwant waren aan soorten die in Noord-Azië voorkwamen, terwijl de dieren die op Honshu in het zuiden voorkwamen, meer leken op de dieren in zuidelijk Azië. De Straat van Tsugaru tussen deze eilanden wordt daarom wel de lijn van Blakiston genoemd. Op Hokodate verzamelde Blakiston in 1883 een grote uilensoort die door Henry Seebohm werd beschreven als de Blakistons visuil (Bubo blakistoni). Blakiston zorgde ervoor dat meer dan honderd vogelsoorten konden worden toegevoegd aan de lijst van in Japan voorkomende diersoorten.